# Diospyros lobata
Diospyros lobata är en tvåhjärtbladig växtart som beskrevs av João de Loureiro. Diospyros lobata ingår i släktet Diospyros och familjen Ebenaceae. Inga underarter finns listade i Catalogue of Life.